# جبريل هاوغ
جبريل هاوغ (بالإنجليزية: Gabriel Hauge)‏ هو مصرفي واقتصادي أمريكي، ولد في 7 مارس 1914 في هاولي في الولايات المتحدة، وتوفي في 24 يوليو 1981 في نيويورك في الولايات المتحدة.